# الكشف المبكر عن سرطان الثدي
–يعدّ سرطان الثدي الأكثر شيوعاً عند النساء فنسبة حدوثه عالية في أمريكا الشمالية وشرقي أوروبا، متوسطة في جنوب أوروبا والشرق الأوسط ومنخفضة في الشرق الأقصى.

## أسباب سرطان الثدي
الأسباب: غير معروفة تماماً، ولكن الأبحاث ما زالت جارية حول العوامل التالية:
•عوامل وراثية: جينة أو جينات لها علاقة بسرطان الثدي عند الإنسان أهمها ERBB2، وقد وجد تكاثر هذا الجين المسرطن في (20 %) من عينات سرطان الثدي.
•عوامل هرمونية: هرمونا الإستروجين والبرولاكتين لهما دور كبير في حث خلايا الثدي على النمو.
•عوامل نمو: مثل TGFa (عوامل التحول) و IGFs (عوامل نمو الأنسولين) التي يمكن أن تفرز من الخلية الورمية نفسها لتعود وتحثها على النمو. كما الإستروجين يمكن أن يؤثر أيضاً على أعضاء بعيدة لتفرز عوامل نمو التي بدورها تحث خلايا الثدي على النمو.
•

## عوامل الخطورة
•الجنس (يصيب الانثى أكثر من الرجل)
•العمر
•العمر عند بدء الطمث
•العمر عند سن انقطاع الطمث
•الحمل وعمر المرأة عند أول حمل
•التاريخ العائلي
•التعرض للإشعاعات المؤينة
•التعرض للإشعاعات الكهرومغناطيسية
•سوابق التعرض للهرمونات
•تناول الطعام الدسم والكحول
•الاختلاف الجغرافي للتعرض إلى أشعة الشمس
•الإرضاع الطبيعي
•النشاط الجسدي والرياضة

## النقاط الرئيسية للكشف عن سرطان الثدي
•معرفة ما هو الطبيعي بالنسبة لها: (شكل، حجم، مظهر الثدي).
•النظر والجس: طريقة الفحص الذاتي.
•معرفة ما هي التغيرات التي تبحث عنها في أثناء الفحص الذاتي.
•إجراء تصوير شعاعي Mammography إذا كانت بعمر (50 وما فوق): مرة كل (3 سنوات).
•

## التغيرات الطبيعية في الثدي
•قبل سن انقطاع الطمث: تحدث تغيرات في الثدي بأوقات مختلفة من الدورة الشهرية كل شهر، يصبح النسيج المنتج للحليب في الثدي فعالاً بالأيام التي تسبق بدء الدورة الشهرية، وبعض النساء يشعرن في هذا الوقت باحتقان الثدي وقساوته خاصة قرب الإبط.
•بعد استئصال الرحم: عادة ما يستمر الثدي بإظهار التغيرات الطبيعية نفسها كل شهر حتى الوقت الذي ينبغي فيه توقف الدورة الطمثية نهائياً (سن انقطاع الطمث).
بعد سن انقطاع الطمث: يتوقف نشاط النسيج المنتج للحليب وتبدو الأثداء الطبيعية طرية وأقل قساوة من قبل.

## معرفة ما هي التغيرات التي تبحث عنها في أثناء الفحص الذاتي
•أي تغير غير طبيعي بالنسبة للسيدة بمعنى جديد وغير متناظر.
•معظم التغيرات في الثدي لا تنتج عن وجود سرطان بل قد تكون ناتجة عن أكياس بسيطة أو كتل والتي من الممكن معالجتها بسهولة. يجب الانتباه لما يأتي:
•1. المظهر
•2. اللمس
•3. الكتل

## الطرق التشخيصية لسرطان الثدي
1. - التصوير الشعاعي للثدي MAMMOGRAM

•تنصح كل امرأة أن تجري صورة أساسية واحدة بين سن (35 و 40) للرجوع إليها للمقارنة ثم صورة كل (3 سنوات) حتى سن الرابعة والستين.
•عدا عن الحالات السريرية الواضحة لظهور كتلة صريحة في الثدي والتي تحتاج إلى إجراء خزعة في أسرع وقت ممكن.
2- إيكو الثدي - الأمواج فوق الصوتية
يميز بين الكتل الصلبة والكيسية في الثدي، تكشف كتلاً أو أكياساً صغيرة لا تجس أو تكشف بالماموغرام.
3- الخزعة العادية أو باستخدام إبرة دقيقة
لقد أصبحت هذه الطريقة شائعة في تشخيص الآفات الصريحة. من ميزاتها أنها سريعة نسبياً غير مؤلمة وغير مكلفة.

## سرطان الثدي عند الرجال
سرطان الثدي ليس مرض نسائي فقط. على الرغم من ان النساء هن اللواتي يعانين منه بالأساس، الا ان الرجال أيضا قد يصابون به ويهدد حياتهم عند ظهوره. لأنه أيضا لدى الرجال تتواجد أنسجة الثدي، فمن الممكن أن تنمو فيها خلايا سرطانية وهكذا تسبب ظهور سرطان الثدي لدى الرجال

### ما سبب ظهور سرطان الثدي لدى الرجال؟
حتى الآن من غير الواضح ما هي الأسباب التي تؤدي لظهور سرطان الثدي لدى الرجال. مع ذلك يبدو أنه يوجد رجال لديهم احتمال أكبر لظهور سرطان الثدي من رجال اخرين، بالأخص بسبب سنهم (60 وما فوق) وحقيقة وجود تاريخ عائلي من الإصابة بسرطان الثدي (بأحد الثديين أو كليهما). كذلك الرجال الذين تعرضوا بعمر أصغر لجرعات عالية جدا بعلاج اشعاعي قد يكونون بالمجموعة التي تضم احتمالا كبيرا للإصابة بمرض سرطان الثدي.
•

## أعراض سرطان الثدي عند الرجال
الاعراض التي يجب ان تثير التساؤلات والقلق تشمل:
•وجود كتلة بمنطقة الثدي- وهو العارض الاساسي الذي يجب ان يثير القلق عند الرجال
•التغييرات بشكل وحجم الثدي
•الافرازات المختلفة من الحلمة
•الجروح في جلد الثدي
•حدوث طفح حول الحلمة

## تشخيص سرطان الثدي عند الرجال
•عندما يشك الرجل باصابته بسرطان الثدي يجب أن يتوجه للطبيب لفحص الثدي. من أجل تحديد إن كانت هذه الأعراض ناتجة عن السرطان فعلاً، قد يضطر الرجل للخصوع لفحص اخر أو سلسلة فحوصات لإعطاء تشخيص نهائي لظهور المرض:
•فحص تصوير الثدي الشعاعي، المعروف انه فعال لدى النساء ولكن أقل لدى الرجال.
•مسح بالموجات فوق الصوتية، يستعمل ماسح موجات صوتية الذي يبني صورة ثلاثية الأبعاد التي تساعد في الكشف إذا كانت الكتلة تحتوي سائلا أو صلبا.
•شفط ((aspiration فحص يتم به ادخال ابرة للثدي في منطقة الكتلة ويتم شفط عدد من الخلايا. هذا الفحص يتم اجراءه بمرافقة الصورة بالموجات فوق الصوتية، لكي يستطيع الطبيب أن يكون دقيقا بأخذ الخلايا من الكتلة نفسها.
•الخزعة، فحص يشمل أخذ عينة صغيرة من الخلايا من المنطقة المصابة بالثدي بواسطة ابرة. ترسل النتائج للفحص في مختبر، يتم فحصها تحت ميكروسكوب لايجاد الخلايا السرطانية. قبل بدء الخزعة يجرى تخدير موضعي بحقنة.
•اجراء فحوصات دم، لتقدير الصحة العامة.
•